# Ghiacciaio Bishop
Il ghiacciaio Bishop è un ghiacciaio situato sulla costa nord-occidentale dell'isola Alessandro I, al largo della costa della Terra di Palmer, in Antartide. Il ghiacciaio, il cui punto più alto si trova a oltre 700 m s.l.m., nasce dal nevaio Nichols e fluisce verso sud, scorrendo tra il monte Morley, a ovest, e le cime Sutton, a est, fino a unire il proprio flusso al ghiaccio pedemontano Mozart.

## Storia
Il ghiacciaio Bishop è stato oggetto di una ricognizione aerea effettuata nel 1975-76 dal  British Antarctic Survey (BAS) ed è stato così battezzato nel 1980 dal Comitato britannico per i toponimi antartici in onore di James Francis Bishop, glaciologo del BAS dal 1972 al 1978, che aveva lavorato sull'isola Alessandro I dal 1973 al 1975 e che proprio nel 1980, il 14 luglio, rimase ucciso nella catena del Karakorum, in Pakistan, mentre prendeva parte a un progetto della Royal Geographical Society, di cui era membro. 